# Ґрем Сміт (канадський плавець)
Ґрем Сміт (англ. Graham Smith, 9 травня 1958) — канадський плавець.
Призер Олімпійських Ігор 1976 року.
Чемпіон світу з водних видів спорту 1978 року.
Переможець Ігор Співдружності 1978 року.
Призер Панамериканських ігор 1979 року.
Переможець літньої Універсіади 1977 року.